# Pădurea și Lacul Mărgineni
Pădurea și Lacul Mărgineni este o arie protejată (sit de importanță comunitară — SCI) din România, desemnată în scopul protejării biodiversității și menținerii într-o stare de conservare favorabilă a florei spontane și faunei sălbatice, precum și a habitatelor naturale de interes comunitar aflate în arealul zonei de protecție. Aceasta este întinsă pe o suprafață de 2.230,4 ha, integral pe uscat.

## Localizare
Centrul sitului Pădurea și Lacul Mărgineni este situat la coordonatele 46°56′03″N 26°38′38″E / 46.934247°N 26.643944°E. Situl se întinde pe teritoriile administrative ale comunelor Bârgăuani, Dulcești, Făurei, Mărgineni, Ruginoasa, Ștefan cel Mare și Trifești din județul Neamț.

## Înființare
Situl Pădurea și Lacul Mărgineni a fost declarat sit de importanță comunitară (ROSCI0424) în ianuarie 2016 pentru a proteja o specie de plante și 3 specii de animale.

## Biodiversitate
Situată în ecoregiunea continentală, aria protejată conține 3 habitate naturale: Fânețe de joasă altitudine (Alopecurus pratensis, Sanguisorba officinalis), Păduri de stejar și carpen Galio-Carpinetum, Păduri de stejar și de carpen dacice.
La baza desemnării sitului se află mai multe specii protejate:
- plante (1): angelică (Angelica palustris)
- amfibieni (3): buhai de baltă cu burtă roșie (Bombina bombina), izvoraș-cu-burta-galbenă (Bombina variegata), triton cu creastă (Triturus cristatus)